# Арриага (муниципалитет)
Арриага (исп. Arriaga) — муниципалитет в Мексике, штат Чьяпас, с административным центром в одноимённом городе. Численность населения, по данным переписи 2020 года, составила 41 135 человек.

## Общие сведения
Название Arriaga дано в честь мексиканского юриста и политика — Понсиано Арриги.
Площадь муниципалитета равна 807,8 км², что составляет 1,1 % от площади штата, а наиболее высоко расположенное поселение Вьенте-де-Новьембре, находится на высоте 658 метров.
Он граничит с другими муниципалитетами Чьяпаса: на севере с Синталапой и Хикипиласом, на востоке с Вильяфлоресом, на юго-востоке с Тоналой, на западе с другим штатом Мексики — Оахакой, а на юге берега муниципалитета омываются водами залива Мар-Муэрто в Тихом океане.

## Учреждение и состав
Муниципалитет был образован 28 мая 1910 года, по данным 2020 года в его состав входит 250 населённых пунктов, самые крупные из которых:
| Код INEGI                  | Населённый пункт                                                                         | Численность населения (2005 год) | Численность населения (2010 год) | Численность населения (2020 год) |
| -------------------------- | ---------------------------------------------------------------------------------------- | -------------------------------- | -------------------------------- | -------------------------------- |
| 009                        | Всего                                                                                    | 38572                            | 40042                            | 41135                            |
| 0001                       | Арриага (исп. Arriaga) 16°14′10″ с. ш. 93°53′58″ з. д. (административный центр)          | 23143                            | 24447                            | 25366                            |
| 0041                       | Эмилиано-Сапата (исп. Emiliano Zapata) 16°10′18″ с. ш. 94°03′53″ з. д.                   | 3158                             | 3353                             | 3542                             |
| 0046                       | Ла-Глория (исп. La Gloria) 16°08′57″ с. ш. 94°05′33″ з. д.                               | 1606                             | 1801                             | 1860                             |
| 0058                       | Ла-Линеа (исп. La Línea) 16°07′55″ с. ш. 94°02′03″ з. д.                                 | 1506                             | 1452                             | 1450                             |
| 0053                       | Ласаро-Карденас (исп. Lázaro Cárdenas) 16°17′17″ с. ш. 93°58′38″ з. д.                   | 1123                             | 1172                             | 1294                             |
| 0013                       | Астека (Ла-Пунта) (исп. Azteca (La Punta)) 16°13′02″ с. ш. 93°56′43″ з. д.               | 1629                             | 1829                             | 1190                             |
| 0093                       | Пунта-Флор (исп. Punta Flor) 16°06′16″ с. ш. 93°58′42″ з. д.                             | 890                              | 931                              | 880                              |
| 0079                       | Николас-Браво (Эль-Ондо) (исп. Nicolás Bravo (El Hondo)) 16°16′07″ с. ш. 93°54′55″ з. д. | 767                              | 838                              | 861                              |
| —                          | Прочие                                                                                   | 4740                             | 4219                             | 4692                             |
| Названия на карте Генштаба |                                                                                          |                                  |                                  |                                  |

## Экономическая деятельность
По статистическим данным 2000 года, работоспособное население занято по секторам экономики в следующих пропорциях:
- сельское хозяйство, скотоводство и рыбная ловля — 28 %;
- промышленность и строительство — 17,5 %;
- торговля, сферы услуг и туризма — 53,1 %;
- безработные — 1,4 %.

## Инфраструктура
По статистическим данным 2020 года, инфраструктура развита следующим образом:
- электрификация: 98,8 %;
- водоснабжение: 54,3 %;
- водоотведение: 97,6 %.

## Туризм
Туристов привлекают пляжи Санта-Бригида, Пунта-Флор и Ла-Глория на побережье залива Мар-Муэрто.

## Фотографии

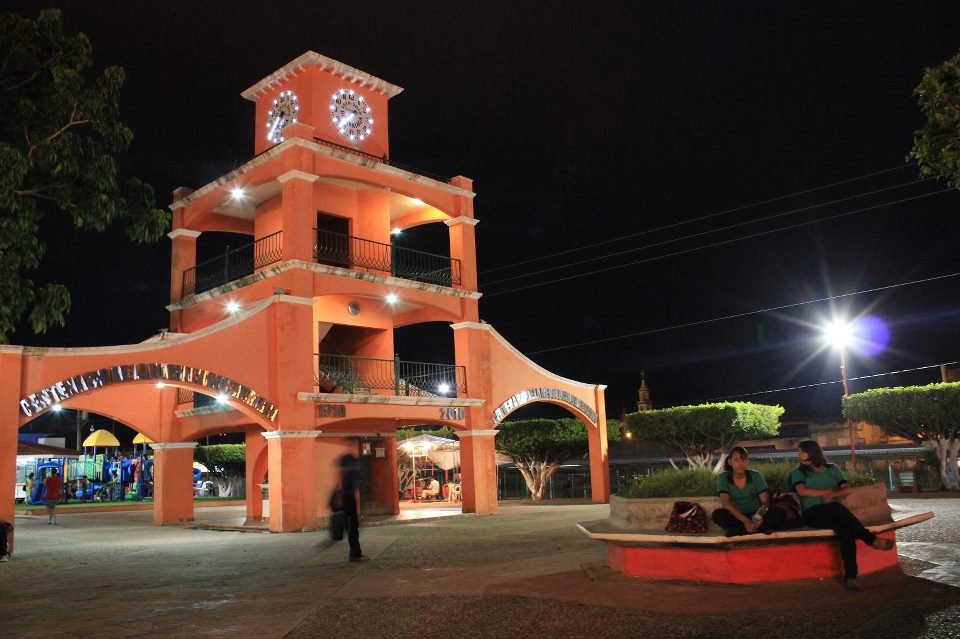
Башня с часами в административном центре
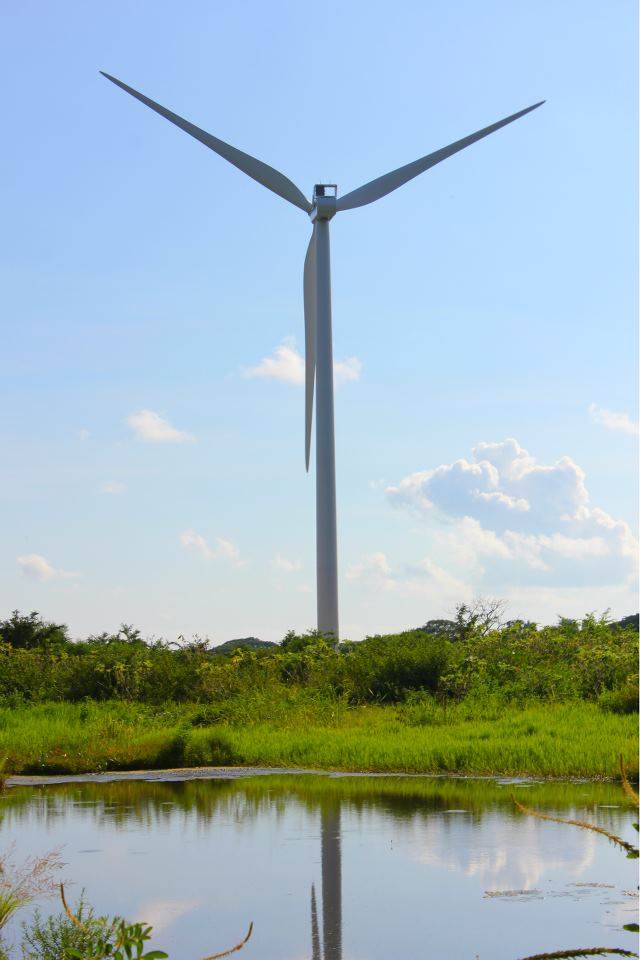
Ветрогенератор в экологическом парке
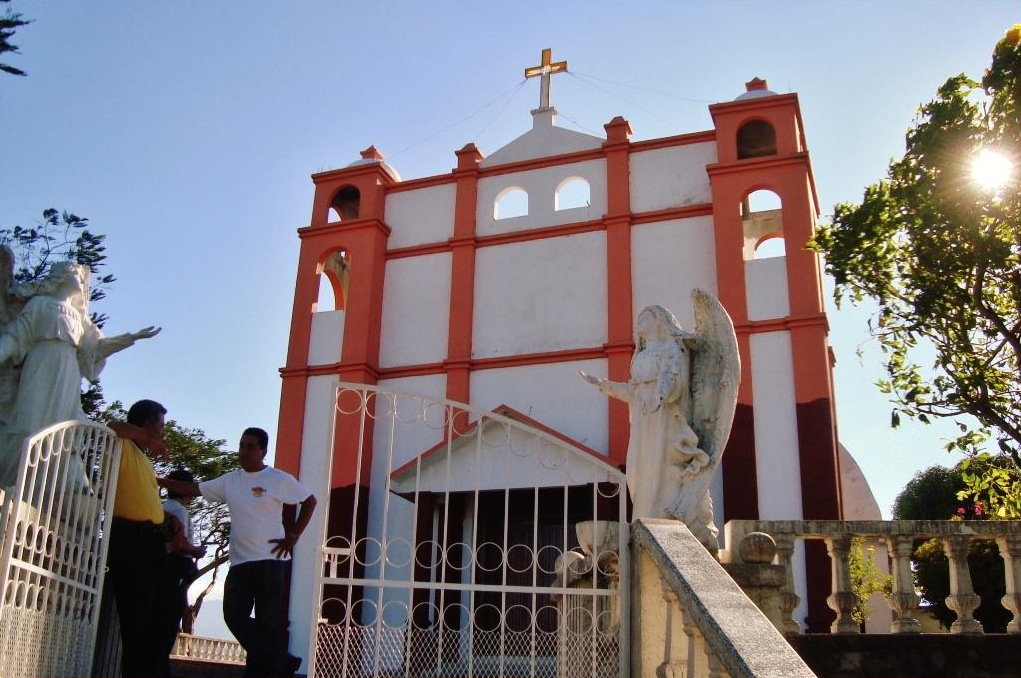
Церковь в Арриаге